# عبد الحق بن عنيبة
عبد الحق بن عنيبة (بالفرنسية: Abdelhak Benaniba)‏ (10 يونيو 1995 بفرنسا - ) هو لاعب كرة قدم فرنسي في مركز الوسط.

## روابط خارجية
- عبد الحق بن عنيبة على موقع قاعدة بيانات كرة القدم.إي يو (الإنجليزية)
- عبد الحق بن عنيبة على موقع Soccerway.com (الإنجليزية)